# Săcădat
Săcădat je rumunská obec v župě Bihor. Žije zde přibližně 1 800 obyvatel.
Kromě Săcădatu k obci administrativně náleží dvě okolní vesnice.

## Části obce
- Săcădat – 886 obyvatel
- Borșa – 181 obyvatel
- Săbolciu – 717 obyvatel